# Howard Webb
Howard Melton Webb (n. 14 iulie 1971, Rotherham, comitatul South Yorkshire) este un fost arbitru internațional de fotbal din Marea Britanie. El a arbitrat în principal în Premier League între anii 2003 și 2014, dar a fost și arbitru FIFA din 2005 până în 2014.
Webb este cotat printre cei mai buni arbitri de fotbal din toate timpurile de către International Federation of Football History and Statistics și de-a lungul timpului a arbitrat o serie de meciuri importante. În 2010 el a devenit prima persoană care arbitrează în același an atât finala UEFA Champions League, cât și finala Campionatului Mondial de Fotbal dintre Olanda și Spania meci care s-a încheiat cu scorul de 1 - 0 în favoarea Spaniei.

## Biografie
Webb a fost polițist și a început cariera de arbitru în anul 1989, când a arbitrat în liga locală. Din anul 1983 este arbitru de margine (linie) în liga Northern Counties East Football League, iar din anul 1996 arbitrează în meciurile de fotbal profesionist. În octombrie 2003 debutează în prima ligă engleză, el va arbitra meciuri din cadrului campionatului național englez, iar pentru titlul de supercup, finala care a avut loc în anul 2005 între echipele engleze Chelsea și Arsenal care s-a terminat cu scorul de 2:1 în favoarea lui Chelsea. La 8 iulie 2010 Webb a fost numit arbitru șef la meciul final al Cupei Mondiale,in care s-au întilnit echipele Olanda și Spania .El a devenit primul arbitru englez numit la finala Cupei Mondiale, după ce Jack Taylor a arbitrat finala între Olanda și Germania în anul 1974.

## Viața personală
Howard Webb  este căsătorit cu Kaye Webb, are 3 copii: Holly, Jack și Lucy. Pe lângă activitatea de arbitru, Webb este sergent în departamentul de poliție din South Yorkshire. El a fost numit Member of the Order of the British Empire (MBE) în 2011, pentru servicii deosebite în fotbal. Webb declară că este suporter Rotherham United.

## Statistici
| Sezon   | Meciuri | Total | per meci | Total | per meci |
| ------- | ------- | ----- | -------- | ----- | -------- |
| 2000–01 | 26      | 58    | 2.23     | 1     | 0.04     |
| 2001–02 | 32      | 69    | 2.16     | 5     | 0.16     |
| 2002–03 | 39      | 145   | 3.72     | 4     | 0.10     |
| 2003–04 | 34      | 92    | 2.94     | 9     | 0.26     |
| 2004–05 | 34      | 100   | 2.94     | 2     | 0.06     |
| 2005–06 | 47      | 117   | 2.49     | 7     | 0.15     |
| 2006–07 | 45      | 156   | 3.47     | 9     | 0.20     |
| 2007–08 | 46      | 166   | 3.61     | 4     | 0.09     |
| 2008–09 | 48      | 158   | 3.29     | 6     | 0.13     |
| 2009–10 | 45      | 177   | 3.93     | 5     | 0.11     |
| 2010–11 | 45      | 141   | 3.13     | 6     | 0.13     |
| 2011–12 | 51      | 167   | 3.28     | 5     | 0.10     |
| 2012–13 | 42      | 148   | 3.52     | 5     | 0.12     |
| Total   | 534     | 1,694 | 3.17     | 68    | 0.13     |

Statistici în toate competițiile, inclusiv naționale, europene și internaționale. Records prior to 2000-01 are not available.